# Karaté aux Jeux méditerranéens de 2009
Navigation
Édition précédente Édition suivante
Les épreuves de Karaté des jeux méditerranéens se sont déroulées les 30 juin et 1er juillet au palais des sports Febo de Pescara. 10 épreuves figurent au programme: 5 chez les hommes et 5 chez les femmes. 

## Épreuves au programme
| ● | Compétitions | ● | Finale |

|              | Juin-Juillet |    |    |    |    |    |    |    |    |    |
|              | 26           | 27 | 28 | 29 | 30 | 01 | 02 | 03 | 04 | 05 |
| Compétitions |              |    |    |    | ●  | ●  |    |    |    |    |

## Résultats

### Hommes
| Épreuves       | Or                        | Argent             | Bronze                                      |
| Moins de 60 kg | Michele Giuliani          | Amin Ramadan       | Edin Muslic Danil Domdjoni                  |
| Moins de 67 kg | Dimítrios Triantafýllis   | Mostafa El Sembwiy | Valentin Popa Karem Othman                  |
| Moins de 75 kg | Kenji Grillon             | Luigi Busà         | Sayed Abdelnabi Serkan Yagci                |
| Moins de 84 kg | Konstantinos Papadopoulos | Salvatore Loria    | Hany Keshta Jean Taumotekava                |
| Plus de 84 kg  | Javier Francisco Martinez | Almir Cecunjanin   | Spyrídon Margaritópoulos Stefano Maniscalco |

### Femmes
| Épreuves       | Or                | Argent               | Bronze                               |
| Moins de 50 kg | Gülderen Çelik    | Sara Cardin          | Betty Aquilina Biljana Stojovic      |
| Moins de 55 kg | Dhouha Ben Othman | Jelena Kovačević     | Ilham Eldjou Selene Guglielmi        |
| Moins de 61 kg | Lolita Dona       | Laura Pasqua         | Carmen Vicente Cabañas Vildan Doğan  |
| Moins de 68 kg | Petra Volf        | Vassilikí Panetsídou | Arnela Odžaković Irene Colomar Costa |
| Plus de 68 kg  | Shymaa Alsayed    | Merima Softić        | Cristina Feo Gomez Yıldız Aras       |